# Heidi Løke
Heidi Løke, född 12 december 1982 i Tønsberg, är en norsk handbollsspelare. Hon är högerhänt och spelar i anfall som mittsexa. 2011 utsågs hon av IHF till Årets bästa handbollsspelare i världen.

## Klubbkarriär
Løke föddes i Tønsberg och växte upp i Sandefjord där hon började spela handboll vid tio års ålder. Hon spelade för IL Runar, Larvik HK, Gjerpen IF och Aalborg DH innan hon spelade för Larvik HK andra gången 2008 till 2011. Hon vann skytteligan säsongerna 2008/2009 och 2009/2010. Hon utsågs till Årets spelare i ligan både 2008/2009 och 2009/2010. Med Larvik vann hon guld i ligan och cupen tre år på rad. Med Larvik spelade hon finalen i Cupvinnarcupen 2008/2009, men fick nöja sig med silvermedaljen. Larvik nådde semifinalen i Champions League 2009/2010.
Den 29 november 2010 spreds ett rykte att hon skulle spela för ungerska toppklubben Győri ETO KC, men Løke vägrade kommentera spekulationerna förrän efter EM var färdigspelat. Den 31 december 2010 tillkännagavs att Løke hade skrivit kontrakt för två år med Győr och skulle ansluta efter säsongen. Kort efter detta fick Larviks huvudtränare Karl Erik Bøhn avsked för sin roll i denna affär. Löke spelade under sex år för Györ och vann under dessa år flera titlar i Champions League med klubben liksom ungerska mästerskap.
Den 1 mars 2012 fick Løke IHF:s utmärkelse som Världens bästa handbollsspelare för sina insatser under 2011 i både klubblag och landslag. 2017 återvände Løke till Norge och spelade i två år för Storhamar. 2019 anslöt hon till Vipers Kristiansand som tagit över Larviks roll som norsk toppklubb. 2021 och 2022 vann hon Champions League med denna nya klubb. Hon återvände till Larvik igen 2022.

## Landslagskarriär
Løke debuterade i norska damlandslaget den 7 april 2006 mot Ungern. Hon vann EM-guld 2008 i sin första mästerskapsturnering i Makedonien. Hon vann sedan en bronsmedalj i VM 2009 i Kina. Vid EM 2010 var hon åter med i det norska guldlaget och utsågs i All-Star team till turneringens bästa mittsexa. 2011 upprepades denna succé med VM-guld och uttagning i VM:s all star team. Hon har sedan också vunnit VM 2015 och EM 2016 och 2020. Hon har spelat i två OS-turneringar. Heidi Løke var med och vann OS-guld i damernas turnering i samband med de olympiska handbollstävlingarna 2012 i London. Vid den olympiska turneringen 2016 gjorde hon fyra mål i bronsmatchen som Norge vann med 29-24 mot Nederländerna. Hon har alltså tagit guld i OS, VM och EM vilket bara ett fåtal spelare har klarat av.

## Privatliv
Heidi Løke är syster till handbollsspelaren Frank Løke.  Hennes syster Lise Løke är spelare i norska  eliteserien för klubben Storhamar. Hon födde sitt första barn Alexander 2007. Hon födde sitt andra barn Oscar 2017. Hon började träna sexdagar efter födelsen och börjadeträna i klubben Storhamar efter 25 dagar.

## Klubbmeriter
- EHF Champions League:
  - Vinnare: 2010-2011, 2012-2013, 2013-2014, 2016-2017, 2020-2021, 2021-2022
  - Silver 2011-2012, 2015-2016
- EHF Cup Winners' Cup:
  - Silver: 2009
- Norska ligatiteln:
  - Vinnare: 2008-2009 (Larvik), 2009-2010 (Larvik), 2010-2011 (Larvik), 2019-2020 (Vipers), 2020-2021 (Vipers), 2021-2022 (Vipers)
- Norska cupen:
  - Vinnare: 2008, 2009, 2010, 2019, 2020, 2021
- Ungerska ligan:
  - Vinnare : 2012, 2013, 2014, 2016, 2017
- Ungerska cupen:
  - Vinnare: 2012, 2013, 2014, 2015, 2016

## Individuella utmärkelser
- Skyttedrottning norska Eliteserien: 2008-2009 (216 mål), 2009-2010 (204 mål), 2010-2011 (221 goals)
- Bästa spelaren i norska Eliteserien: 2008-2009, 2009-2010, 2010-2011
- All Star Linjespelare i norska Eliteserien: 2008-2009, 2009-2010, 2010-2011, 2019-2020, 2020-2021
- EHF Champions League skyttedrottning: 2011 (99 mål)
- All-Star Linjespelare i EM: 2010, 2012, 2014
- All-Star Linjespelare i VM: 2011, 2015
- IHF Världens bästa kvinnliga handbollsspelare: 2011
- All Star linjespelare i OS: 2012, 2016
- All-Star Team Linjespelare i  EHF Champions League: 2014-2015; 2015-2016[16]